# Agathidium atrum
Espèce
Agathidium atrum  est une espèce d'insectes de l'ordre des coléoptères, de la famille des Leiodidae, du genre Agathidium.

## Répartition et habitat

### Répartition
L'espèce est présente en France en particulier dans le Nord-Pas-de-Calais.

## Systématique
L'espèce Agathidium atrum décrite par l'entomologiste danois Gustav von Paykull en 1798. 

## Synonymie
Selon BioLib (10 août 2014)
- Agathidium atrum ab. ruficolle Fleischer, 1927
- Agathidium atrum f. rufobrunnea Roubal, 1948
- Agathidium rufipes Stephens, 1832
- Sphaeridium atrum Paykull, 1798

Selon INPN (10 août 2014)
- Agathidium globus Stephens, 1829
- Agathidium rucolle Fleischer, 1927
- Agathidium rufobrunnea Roubal, 1948